# Свети Георги (Беброво)
„Свети Георги“ е възрожденски православен храм в еленското село Беброво, България, част от Великотърновската епархия на Българската патриаршия.

## История
Църквата е изградена на мястото на по-ранен храм в 1835 година. По време на Руско-турската война (1877 – 1878) е разрушена. След създаването на Княжество България, в 1879 година е възстановена и осветена от епископ Климент Браницки.
Иконостасът на храма е дело на дебърски майстори от рода Филипови.